# Bộ đôi đài truyền hình
Bộ đôi đài truyền hình (Muôn Kiểu Ghen Tuông)  (tiếng Hàn: 질투의 화신; Hanja: 嫉妬의 化身; Romaja: Jiltuui Hwasin, tiếng Anh: Jealousy Incarnate) là một bộ phim truyền hình Hàn Quốc với các diễn viên Gong Hyo-jin, Jo Jung-suk, Go Kyung-pyo, Lee Mi-sook, Park Ji-young, Lee Sung-jae và Seo Ji-hye.Phát sóng vào thứ tư và thứ năm lúc 22:00 (KST) trên kênh SBS từ ngày 24 tháng 8 đến ngày 10 tháng 11 năm 2016 với thời lượng 24 tập.

## Nội dung
Nữ phóng viên dự báo thời tiết Pyo Na-ri (Gong Hyo-jin) và phát thanh viên Lee Hwa-shin (Jo Jung-suk) là đồng nghiệp lâu năm tại đài phát thanh SBC. Na-ri đã yêu thầm Hwa-shin từ 3 năm trước nhưng mọi thứ đã thay đổi khi cô gặp được chàng trai lịch lãm Go Jung-won (Go Kyung-pyo), một chaebol đích thực và là bạn thân của Hwa-shin.Ba người rơi vào cuộc tình tay ba đầy khó xử và lãn mạn nhưng cũng không thiếu phần sâu lắng.
Trong khi, Sung-sook (Lee Mi-sook) và Ja-young (Park Ji-young), là đối thủ trong tình yêu lẫn sự nghiệp,cả hai người đều nảy sinh tình cảm với Kim Rak (Lee Sung-jae), ông chủ nhà hàng và chủ nhà trọ nơi Nari sống. Cả hai người mẹ đều bị con gái là Pall Gang xa lánh, họ rất mực yêu thương cô bé, dành tình cảm, khiến Ppal Gang thay đổi dần dần.Sung Sok là mẹ ruột và yêu con gái, hết lòng chăm sóc, bất chấp tất cả, còn về phần Ja young thì coi Ppal Gang như con ruột, là một người phụ nữ thật sự tốt bụng.

## Diễn viên

### Vai chính
- Gong Hyo-jin vai Pyo Na-ri

Na-ri là một nữ dự báo thời tiết với tính cách lạc quan. Tốt nghiệp tại một trường đại học hạng 3, không có tiền và các mối quan hệ, Na-ri cảm thấy rất bất an, nhưng vẫn tiếp tục kiên trì và làm việc chăm chỉ để giữ lấy công việc tại đài truyền hình.
- Jo Jung-suk vai Lee Hwa-shin[3]

Hwa-shin là một ngôi sao phát thanh viên và là một phóng viên trong một gia đình trí thức.
- Go Kyung-pyo vai Go Jung-won[4]

Một người đàn ông lịch sự, thân thiện và là người rất nghiêm túc trong tình yêu. Jung-won là chủ của một công ty xuất bản, và là chaebol của một công ty lớn quản lý các thương hiệu quần áo sang trọng.
- Lee Mi-sook vai Kye Sung-sook

Một nữ phóng viên. Vợ cả của Jong-shin và là mẹ của Ppal-gang.
- Park Ji-young as Bang Ja-young

Trưởng phòng và phát viên của SBC. Vợ kế của Jong-shin.
- Lee Sung-jae vai Kim Rak

Đầu bếp, chủ nhà hàng, và là chủ nhà của Nari và gia đình cô. Người đàn ông tử tế và quan tâm đến những người thuê nhà như gia đình.Là chú của Jung Won
- Seo Ji-hye vai Hong Hye-won

Con gái của Bộ trưởng cấp cao về công vụ và là phát thanh viên thời sự 7 tối. Cô ấy thông minh và có khả năng tốt trong công việc.Tính tình có chút cao ngạo, muốn được đối xử giống người khác.

### Tuyến nhân vật phụ
- Moon Ga-young vai Lee Ppal-gang
- Kim Jung-hyun vai Pyo Chi-yeol, em trai của Na-ri
- Ahn Woo-yeon vai Oh Dae-goo

### Người nhà Hwa Shin
- Park Jung-soo vai mẹ của Hwa-shin
- Yoon Da-hoon vai Lee Jong-shin, anh của Hwa-shin và cha của Ppal-gang

### Người nhà Jung-won
- Choi Hwa-jung vai Kim Tae-ra
- Park Sung-hoon vai thư ký Cha

### Nhân viên đài phát thanh SBC
- Kwon Hae-hyo vai Oh Jong-hwan
- Jung Sang-hoon vai Choi Dong-ki
- Park Hwan-hee vai Geum Soo-jung
- Park Eun-ji vai Park Jin
- Seo Yoo-ri vai Hong Ji-min
- Kim Ye-won vai Na Joo-hee
- Jun Ji-an vai Im Soo-mi
- Yoo Jung-rae vai Kan Mi-yeong
- Lee Chae-won vai Yang Sung-sook
- Park Seo-young vai Jang Hee-soo

### Rak Villa
- Seo Eun-soo vai Ri Hong-dan, Na-ri và mẹ kế Chi-yeol
- Sul Woo-hyung vai Pyo Bum, em trai kế Na-ri
- Suh Hyun-suk vai Lee Seung-han

### Khác
- Oh Kwang-suk
- Kang Yoon-je
- Min Jung-sup
- Park Jin-joo vai y tá Oh

### Khách mời
- BamBam (tập 1)[5]
- Han Ji-min: xem mắt Hwa Shin (tập 9)

## Nhạc phim

### OST phần 1
| STT              | Nhan đề                                       | Ca sĩ               | Thời lượng |
| ---------------- | --------------------------------------------- | ------------------- | ---------- |
| 1.               | "Did You Ride UFO? (UFO 타고 왔니 ?)"         | Heize, Go Young-bae | 3:47       |
| 2.               | "Did You Ride UFO? (UFO 타고 왔니 ?)" (Inst.) |                     | 3:47       |
| Tổng thời lượng: | Tổng thời lượng:                              | Tổng thời lượng:    | 7:34       |

### OST phần 2
| STT              | Nhan đề            | Ca sĩ            | Thời lượng |
| ---------------- | ------------------ | ---------------- | ---------- |
| 1.               | "Lovesome"         | Ra.D             | 3:52       |
| 2.               | "Lovesome" (Inst.) |                  | 3:52       |
| Tổng thời lượng: | Tổng thời lượng:   | Tổng thời lượng: | 7:44       |

### OST phần 3
| STT | Nhan đề             | Ca sĩ | Thời lượng |
| --- | ------------------- | ----- | ---------- |
| 1.  | "Step Step"         | Suran | 4:13       |
| 2.  | "Step Step" (Inst.) |       | 4:13       |

###### Bảng xếp hạng bài hát
| Tiêu đề           | Năm  | Vị trí cao nhất | Doanh số       | Chú thích |
| Tiêu đề           | Năm  | KOR Gaon        | Doanh số       | Chú thích |
| ----------------- | ---- | --------------- | -------------- | --------- |
| "Lovesome" (Ra.D) | 2016 | 95              | - KOR: 21,269+ | Phần 2    |

## Ratings
Trong bảng dưới đây, màu xanh thể hiện đánh giá thấp nhất và màu đỏ thể hiện đánh giá cao nhất.
| Tập #      | Ngày       | Người xem trung bình | Người xem trung bình | Người xem trung bình | Người xem trung bình |
| Tập #      | Ngày       | TNmS Ratings         | TNmS Ratings         | AGB Nielsen          | AGB Nielsen          |
| Tập #      | Ngày       | Toàn quốc            | Vùng thủ đô Seoul    | Toàn quốc            | Vùng thủ đô Seoul    |
| ---------- | ---------- | -------------------- | -------------------- | -------------------- | -------------------- |
| 1          | 24/08/2016 | 6.9%                 | 8.8% (12th)          | 7.3% (19th)          | 8.1% (17th)          |
| 2          | 25/08/2016 | 7.9% (18th)          | 9.1% (12th)          | 8.3% (15th)          | 9.2% (13th)          |
| 3          | 31/8/2016  | 8.0% (20th)          | 10,3% (11th)         | 8.7% (13th)          | 10.1% (9th)          |
| 4          | 01/09/2016 | 8,6% (14 th)         | 10.0% (7th)          | 9.1 (10th)           | 9.9% (8th)           |
| 5          | 07/09/2016 | 8.2% (18th)          | 10.0% (11th)         | 9,9% (7th)           | 11,2% (5th)          |
| 6          | 08/09/2016 | 8.2% (17th)          | 10.0% (11th)         | 9.2% (11th)          | 10.7% (6th)          |
| 7          | 14/09/2016 | 7,6% (NR)            | 9,1%(8 th)           | 8,1% (11th)          | 9,1 % (9th)          |
| 8          | 15/09/2016 | 10,3% (7th)          | 11,5% (4th)          | 10,1% (4th)          | 11,9% (4th)          |
| 9          | 21/09/2016 | 10,1% (10th)         | 13,1% (4th)          | 12,3% (4th)          | 13,5 %(4th)          |
| 10         | 22/09/2016 | 10,2% (8th)          | 12,9% (4th)          | 13,2%(4th)           | 14,8%(4th)           |
| 11         | 28/09/2016 | 10,2% (12th)         | 11,9% (5th)          | 12,1% (4th)          | 13,5% (4th)          |
| 12         | 29/09/2016 | 11,4% (6th)          | 13,6% (4th)          | 12,3% (4th)          | 13,5% (4th)          |
| 13         | 05/10/2016 | 9,5% (13th)          | 11,6% (5th)          | 11,9% (5th)          | 13,2 (5th)           |
| 14         | 06/10/2016 | 11,8% (7th)          | 14,1%(4th)           | 12,6% (4th)          | 13,9% (4th)          |
| 15         | 12/10/2016 | 10,2% (11th)         | 12,8% (4th)          | 11,2% (6th)          | 11,8% (5th)          |
| 16         | 13/10/2016 | 11,2% (8th)          | 13,1% (2nd)          | 11,7% (6th)          | 12,9% (3rd)          |
| 17         | 19/10/2016 | 9,8% (13th)          | 12,7% (4th)          | 11,3% (6th)          | 12,9% (4th)          |
| 18         | 20/10/2016 | 10,4% (11th)         | 12,6% (5th)          | 11,8% (6th)          | 13,1% (4th)          |
| 19         | 26/10/2016 | 8,8% (15th)          | 11,7% (5th)          | 10,2% (6th)          | 11,5% (5th)          |
| 20         | 27/10/2016 | 10,0% (11th)         | 12,1% (5th)          | 10,2% (7th)          | 11,4% (5th)          |
| 21         | 02/11/2016 | 9,1% (15th)          | 11,3% (5th)          | 9,7% (7th)           | 10,7% (5th)          |
| 22         | 03/11/2016 | 10,0% (14th)         | 12,1% (8th)          | 10,6% (7th)          | 11,7% (4th)          |
| 23         | 09/11/2016 | 8,0% (16th)          | 10,4% (5th)          | 9,4% (11th)          | 10,2% (8th)          |
| 24         | 10/11/2016 | 9,8% (14th)          | 11,7% (5th)          | 11,0% (5th)          | 11,8% (4th)          |
| Trung bình | Trung bình | 9,4%                 | 11,5%                | 10,5%                | 11,7%                |